# مقاطعة يراهوفا
مقاطعة يراهوفا (بالإنجليزية: Prahova County)‏ هي مقاطعة في رومانيا، تتبع Sud - Muntenia (development region) ‏، بلغ عدد سكانها 472٬249 نسمة، في 1930، عاصمتها بلويشت، تبلغ مساحتها 4٬716 كيلومتر مربع.

## التقسيمات الإدارية
- Breaza [الإنجليزية]‏
- Ciorani [الإنجليزية]‏
- Bușteni [الإنجليزية]‏
- Câmpina [الإنجليزية]‏
- Poiana Câmpina [الإنجليزية]‏
- Comarnic [الإنجليزية]‏
- Mizil [الإنجليزية]‏
- Plopeni [الإنجليزية]‏
- Dumbrăvești [الإنجليزية]‏
- سينايا
- Urlați [الإنجليزية]‏
- Aluniș, Prahova [الإنجليزية]‏
- Apostolache [الإنجليزية]‏
- Ariceștii Zeletin [الإنجليزية]‏
- Baba Ana [الإنجليزية]‏
- Balta Doamnei [الإنجليزية]‏
- Bălțești [الإنجليزية]‏
- Bertea [الإنجليزية]‏
- Ceptura [الإنجليزية]‏
- Chiojdeanca [الإنجليزية]‏
- Cocorăștii Mislii [الإنجليزية]‏
- Colceag [الإنجليزية]‏
- Cosminele [الإنجليزية]‏
- Drăgănești, Prahova [الإنجليزية]‏
- Dumbrava, Prahova [الإنجليزية]‏
- Filipeștii de Pădure [الإنجليزية]‏
- Filipeștii de Târg [الإنجليزية]‏
- Fântânele, Prahova [الإنجليزية]‏
- Florești, Prahova [الإنجليزية]‏
- Gorgota [الإنجليزية]‏
- Gornet [الإنجليزية]‏
- Gornet-Cricov [الإنجليزية]‏
- Gura Vadului [الإنجليزية]‏
- Iordăcheanu [الإنجليزية]‏
- Izvoarele, Prahova [الإنجليزية]‏
- Jugureni [الإنجليزية]‏
- Lapoș [الإنجليزية]‏
- Lipănești [الإنجليزية]‏
- Măgureni [الإنجليزية]‏
- Măneciu [الإنجليزية]‏
- Slănic [الإنجليزية]‏
- Boldești-Grădiștea [الإنجليزية]‏
- Mănești, Prahova [الإنجليزية]‏
- Păcureți [الإنجليزية]‏
- Plopu [الإنجليزية]‏
- Podenii Noi [الإنجليزية]‏
- بويناري بوريتشي [الإنجليزية]‏
- Posești [الإنجليزية]‏
- Predeal-Sărari [الإنجليزية]‏
- Provița de Jos [الإنجليزية]‏
- Provița de Sus [الإنجليزية]‏
- Puchenii Mari [الإنجليزية]‏
- Râfov [الإنجليزية]‏
- Salcia, Prahova [الإنجليزية]‏
- Sălciile [الإنجليزية]‏
- Scorțeni, Prahova [الإنجليزية]‏
- Secăria [الإنجليزية]‏
- Sângeru [الإنجليزية]‏
- Șirna [الإنجليزية]‏
- Șoimari [الإنجليزية]‏
- Vălenii de Munte [الإنجليزية]‏
- Șotrile [الإنجليزية]‏
- Ștefești [الإنجليزية]‏
- Talea, Prahova [الإنجليزية]‏
- Tătaru [الإنجليزية]‏
- Teișani [الإنجليزية]‏
- Tinosu [الإنجليزية]‏
- Valea Doftanei [الإنجليزية]‏
- Vărbilău [الإنجليزية]‏
- Vâlcănești [الإنجليزية]‏
- Cocorăștii Colț [الإنجليزية]‏
- Olari, Prahova [الإنجليزية]‏
- Vadu Săpat [الإنجليزية]‏
- Bătrâni [الإنجليزية]‏
- Ariceștii Rahtivani [الإنجليزية]‏
- Bănești, Prahova [الإنجليزية]‏
- Brebu, Prahova [الإنجليزية]‏
- Cărbunești [الإنجليزية]‏
- Cerașu [الإنجليزية]‏
- Drajna [الإنجليزية]‏
- Starchiojd [الإنجليزية]‏
- Călugăreni, Prahova [الإنجليزية]‏
- Fulga [الإنجليزية]‏
- Gherghița [الإنجليزية]‏
- Surani, Prahova [الإنجليزية]‏
- Măgurele, Prahova [الإنجليزية]‏
- Cornu, Prahova [الإنجليزية]‏
- Gura Vitioarei [الإنجليزية]‏
- Telega, Prahova [الإنجليزية]‏
- Adunați [الإنجليزية]‏
- Tomșani, Prahova [الإنجليزية]‏
- Valea Călugărească [الإنجليزية]‏
- Albești-Paleologu [الإنجليزية]‏
- Păulești, Prahova [الإنجليزية]‏
- أزوغة [الإنجليزية]‏
- بلويشت
- Bărcănești, Prahova [الإنجليزية]‏
- Berceni, Prahova [الإنجليزية]‏
- Blejoi [الإنجليزية]‏
- Brazi [الإنجليزية]‏
- Bucov [الإنجليزية]‏
- Târgșoru Vechi [الإنجليزية]‏
- Băicoi [الإنجليزية]‏
- Boldești-Scăeni [الإنجليزية]‏.